# Achlys
Achlys, starořecky Αχλυς, je postava z řecké mytologie. V eposu Štít Héraklův, jenž byl připisován Hésiodovi, je Achlys vyobrazená na Héraklově štítu jako stojící na bojišti společně s Kérami „smrtmi, záhubami" a Moirami „sudičkami“, přičemž je popisována jako zubožená, špinavá a nemocná osoba. Druhá zmínka pochází z Nonnova eposu Dionýsiaka, podle kterého získala Héra od thessálské Achlidy jedovaté kouzelné byliny, když se pokoušela zneškodit božstva střežící právě zrozeného Dionýsa.
Pronapidés, údajný učitel Homérův, měl podle Theodontia tvrdit, že před bohy existoval jeden věčný bůh, jehož jméno je neznámé. Lactantius pak tohoto Pronapidova boha označil jménem Demogorgon, přičemž mezi další prvotní bytosti řadil Achlys a další božstva – Akmóna a Hypsista. A Dictionary of Greek and Roman biography and mythology Wiliama Smithe označuje Achlys jako věčnou noc a první stvořenou bytost – předcházející dokonce Chaos.